# Csapó M. József
Csapó M. József, (Eredeti neve: Csapó József; Csapó-Miklóssy) (Temesvár, 1911. március 16. –  Kolozsvár, 1979. május 1.) magyar mezőgazdasági szakíró. Csapó I. József apja.

## Életpályája
Középiskoláit Temesvárt, főiskolai tanulmányait Kolozsvárt végezte, 1948-ban itt szerzett biológiából doktorátust. 1935-től 1948-ig a kézdivásárhelyi gimnáziumban és a Gazdasági Iskolában tanított, 1948-tól a kolozsvári Mezőgazdasági Főiskolán tanított. Eleinte a botanika, majd a talajtan érdekelte. Főleg pedológiai kérdésekkel – a talajtérképezés elméleti és gyakorlati problémáival, a talaj vízháztartásával, a vízháztartás gyakorlati vonatkozásaival, valamint a kutatási módszerek fejlesztésével – foglalkozott.
Magyar és német nyelvű szaktanulmányait a Scripta Botanica Musei Transilvanici (1942), az Acta Bolyaiana (1948), a magyarországi Agrokémia és Talajtan (1954, 1956, 1960) közölte, önállóan és társszerzőként írott szaktanulmányainak nagy részét román nyelven a kolozsvári Mezőgazdasági Főiskola folyóiratában jelentette meg.
Ismeretterjesztő írásait az Erdélyi Gazda (1937), Igazság, Művelődés és a nagyváradi Fáklya közölte. Számos egyetemi jegyzet szerzője, román szakmunkák fordítója.

## Kötetei (válogatás)
- Talajtan  (1958);
- Egyszerű talajvizsgáló módszerek  (1962);
- Talaj és termelés (Csapó I. Józseffel, 1980).